# Granica etiopsko-somalijska
Granica etiopsko-somalijska – granica międzypaństwowa dzieląca terytoria Somalii i Etiopii o długości 1600 kilometrów.
Początek granicy na północy – trójstyk granic Dżibuti, Etiopii i Somalii. Następnie przybiera kierunek południowy, potem południowo-wschodni biegnąc na zachód od somalijskiego miasta Boorama, na wschód od etiopskiego Ineguha, Durukhsi, Domo i dochodzi do południka 48°E, tu załamuje się i linią prostą biegnie w kierunku południowo-zachodnim do rzeki Uebi Szebelie (etiopska m. Ferfer), następnie łagodnymi łukami do rzeki Dżuba (Genalie), (etiopska m. Dollo Odo) i rzeką Dawa Wenz do trójstyku granic Etiopii, Somalii i Kenii.
Granica powstała w 1960 roku po proklamowaniu niepodległości przez Somalię.
Poprzednio były to dwa odcinki granicy Etiopii z Somali Brytyjskim ustalonej w 1897 roku i Somali Włoskim ustalonej w 1908 roku.
Odcinek granicy Etiopii i Somali Włoskiego układy graniczne nie określały w sposób jednoznaczny, a linii demarkacyjnej nie przeprowadzono w ogóle. Z tego powodu od chwili powstania Somalia zgłaszała roszczenia terytorialne wobec Etiopii o Ogaden, powodując zbrojne konflikty graniczne.

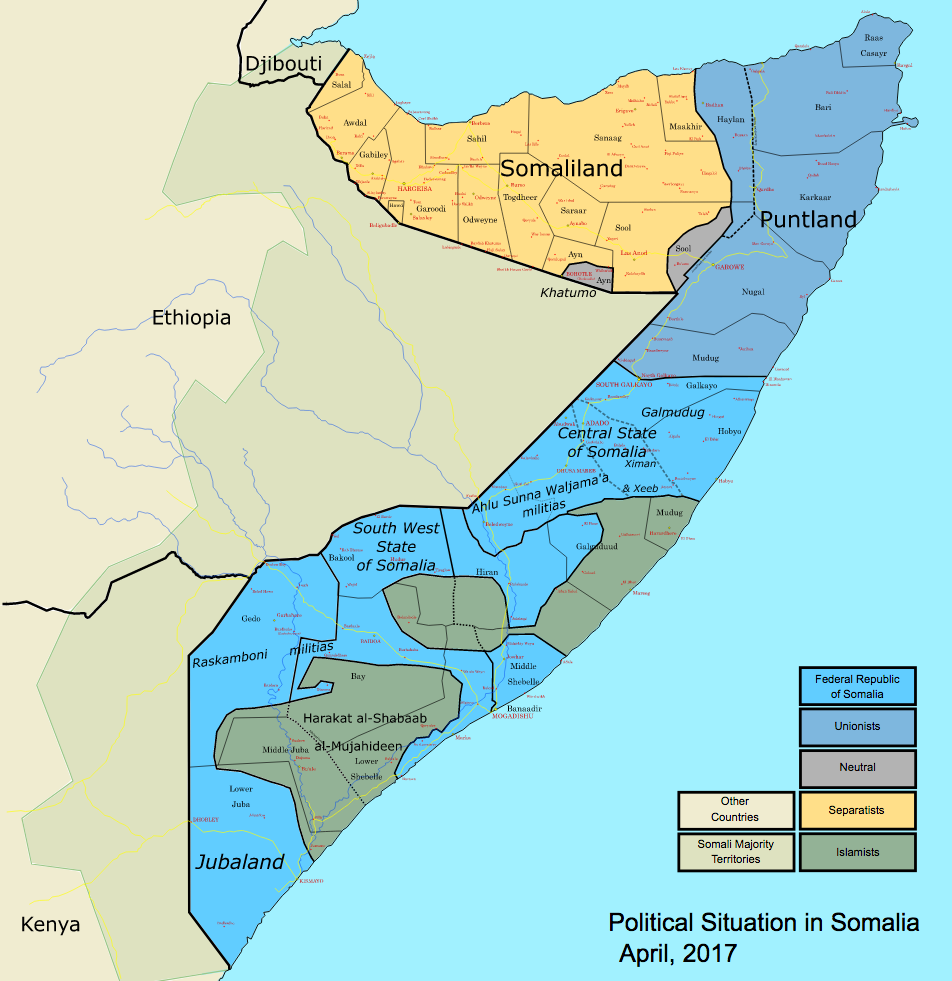

Faktycznie Etiopia graniczy też z nieuznawanymi przez społeczność międzynarodową krajami, które oderwał się od Somalii na początku lat 90., co skraca długość granicy etiopsko-somalijskiej.